# Rod Dreher
Pour les articles homonymes, voir Dreher.
Rod Dreher, né le 14 février 1967 à Baton Rouge, est un journaliste et écrivain américain. Il est éditorialiste à l'American Conservative.

## Biographie
Diplômé de l'Université d'État de Louisiane, il a  été chroniqueur pour The New York Post, et également éditorialiste pour le Dallas Morning News. Il a écrit pour le National Review, le Sun-Sentinel, le Washington Times. Il est désormais éditorialiste à l'American Conservative,,.
En 2002, Dreher a écrit un essai dans le National Review qui définissait une sous-catégorie de conservatisme aux États-Unis qu'il appelait le conservatisme granola. Ces « conservateurs croquants » seraient plus favorables à l'environnement et à une vie frugale tout en étant partisans de la famille traditionnelle, sceptiques face au libre-marché capitaliste, et le plus souvent religieux.  
Quatre années plus tard, Dreher a publié son livre intitulé Crunchy Cons pour expliquer comment « les burkéens en birkenstocks, les cultivateurs bio pro-armes, les éleveurs traditionnels de sensibilité évangélique et les mères qui assurent l'école à domicile » sont en train de changer l'Amérique, ou du moins le Parti républicain.
Élevé dans le méthodisme, il s'est converti au catholicisme,, pour ensuite se tourner vers l'orthodoxie au sein de l'Églises des sept conciles.
Il publie en 2017 un ouvrage où il développe l'idée d'un « pari bénédictin » pour « vivre en chrétiens dans un monde qui ne l'est plus ».  Face à la déchristianisation du monde, il appelle les chrétiens à se regrouper en communautés à l'écart du reste du monde,.
Dans son livre Résister au mensonge : Vivre en chrétiens dissidents  (Live Not by Lies: A Manual for Christian Dissidents), il rapproche le courant woke à du totalitarisme mou,.
Séduit par le gouvernement de Viktor Orbán, il immigre en Hongrie en 2022. Il y contribue au Danube Institute, un think tank conservateur.

## Publications

### Originales en anglais
- Crunchy Cons: How Birkenstocked Burkeans, Gun-Loving Organic Gardeners, Evangelical Free-Range Farmers, Hip Homeschooling Mamas, Right-Wing Nature Lovers, and Their Diverse Tribe of Countercultural Conservatives Plan to Save America (Or at Least the Republican Party), 2006, Crown Forum.  (ISBN 9781400050642).
- The Little Way of Ruthie Leming: A Southern Girl, a Small Town, and the Secret of a Good Life, 2013, Grand Central Publishing.  (ISBN 9781455521913)
- How Dante Can Save Your Life: The Life-Changing Wisdom of History's Greatest Poem, 2015, Regan Arts.  (ISBN 9781941393321).
- The Benedict Option: A Strategy for Christians in a post-Christian Nation, 2017, Sentinel.  (ISBN 9780735213319).
- Live Not by Lies : A Manual for Christian Dissidents, Sentinel, 2020, 256 p. (ISBN 978-0593087398)
- Living in Wonder: Finding Mystery and Meaning in a Secular Age. Grand Rapids: Zondervan[12].

### Traductions en français
- Rod Dreher (trad. de l'anglais par Hubert Darbon), Comment être chrétien dans un monde qui ne l'est plus : Le pari bénédictin [« The Benedict Option: A Strategy for Christians in a post-Christian Nation »], Paris/Perpignan, Éditions Artège, 2017, 376 p. (ISBN 979-10-336-0533-1)[13]
- Rod Dreher (trad. de l'anglais par Hubert Darbon), Résister au mensonge : Vivre en chrétiens dissidents [« Live Not by Lies: A Manual for Christian Dissidents »], Éditions Artège, 2021, 240 p. (ISBN 979-1033610755)[14]
- Rod Dreher (trad. de l'anglais), Comment retrouver le goût de Dieu dans un monde qui l’a chassé [« Living in Wonder: Finding Mystery and Meaning in a Secular Age »], Paris, Éditions Artège, 2025, 288 p. (ISBN 979-10-336-1430-2)[15],[16]